# ادوبی انیمیت
ادوبی انیمیت (به انگلیسی: Adobe Animate) یک نرم‌افزار پویانمایی رایانه‌ای توسعه یافته توسط شرکت ادوبی است. این نرم‌افزار برای طراحی گرافیک برداری و تولید انیمیشن برای برنامه تلویزیونی، رسانه اینترنتی، وبگاه، برنامه کاربردی وب، برنامه‌های غنی اینترنتی و بازی ویدئویی استفاده می‌شود.